# 種子島機場 (初代)
種子島機場（日语：／ Tanegashima kūkō */?），是位於鹿兒島縣熊毛郡種子島的機場。而新種子島機場位於舊種子島機場之北方大約8公里。舊種子島機場停用日期是2006年3月16日，同日，新種子島機場在這日啟用。在停用前，曾經有來往鹿兒島機場和大阪國際機場的班次。

## 機場資料
- 位置：鹿兒島縣熊毛郡中種子町野間
- 跑道：長1,500米，闊45米。
- 面積：約34ha。

## 歷史
- 1958年12月16日：機場建造完成。
- 1962年7月27日：機場可以提供使用。
- 1973年5月19日：機場跑道由1,100米延長到1,500米。
- 2006年3月16日：機場停用，新種子島機場啟用。

## 參閱
- 機場
- 日本機場列表
- 種子島機場
- 航空公司
- 鹿兒島縣
- 種子島